# Helle Jespersen
Helle Møller Jespersen (12 de fevereiro de 1968) é uma velejadora dinamarquesa, medalhista olímpica. Ela competiu nos Jogos Olímpicos de Verão de 2004 na classe Yngling e conquistou a medalha de bronze, tendo totalizado 54 pontos nas onze regatas disputadas, ao lado de Dorte Jensen e Christina Otzen. No mesmo ano, garantiu a medalha de prata nesta mesma classe no Campeonato Mundial de Santander, depois de conquistar o bronze em Cádiz no ano anterior.